# Damien Gaudin
Damien Gaudin (født 20. august 1986) er en tidligere fransk professionel cykelrytter.